# Gamagara Local Municipality
Gamagara (englisch Gamagara Local Municipality) ist eine Lokalgemeinde im Distrikt John Taolo Gaetsewe, der südafrikanischen Provinz Nordkap. Der Sitz der Gemeindeverwaltung befindet sich in Kathu. Bürgermeister ist Edwin Ophaketse Hantise.
Der Gemeindename ist ein Setswana-Begriff für einen dort befindlichen Trockenfluss. Dieser wiederum ist benannt nach einem Mann mit dem Namen Mogara.

## Städte und Orte
- Dibeng
- Dingleton (bis 23. Juni 1990: Sishen[3])
- Kathu
- Olifantshoek
- Sesheng

## Bevölkerung
Im Jahr 2011 hatte die Gemeinde 41.617 Einwohner. Davon waren 55 % schwarz, 28,7 % Coloured und 14 % weiß. Gesprochen wurde zu 51,6 % Afrikaans, zu 32,3 % Setswana und zu 3,5 % Englisch. Mehrere sonstige Sprachen kommen auf Werte um 1 %.